# Koninklijke Harmonie "Eendracht maakt Macht" Wessem
De Koninklijke Harmonie "Eendracht maakt Macht" Wessem (ook wel: EMM Wessem) is een harmonieorkest uit Wessem, dat opgericht werd in 1868.

## Geschiedenis
De vereniging werd in eerste instantie opgericht als zangvereniging, die na enkele jaren werd omgevormd tot een harmonieorkest. Tegenwoordig beschikt de vereniging naast het harmonieorkest ook over een jeugdharmonie, die onder leiding staat van Ton van Buggenum en een drumband onder leiding van Tim Aerdts.
Uit de historie zijn verschillende hoogtepunten vermeldenswaard. Het harmonieorkest nam deel aan diverse concoursen in Gulpen, Thorn, Echt en Maasbracht onder leiding van verschillende dirigenten en in 1959 werd in de ere-afdeling onder leiding van Mathieu Smeets een landstitel veroverd.
25 jaar daarna veroverde de harmonie tijdens een concours in Haarlem onder leiding van Jan Cober in de superieure afdeling de kampioenswimpel. Ter gelegenheid van het 100-jarig jubileum werd in 1968 het predicaat Koninklijk toegekend. De kampioenswimpel werd ook in 1979, eveneens onder leiding van Jan Cober, en in 1988 en 1992 onder leiding van Hardy Mertens gehaald.
In 1995 promoveerde het orkest tijdens het bondsconcours te Posterholt naar de concertafdeling.
In 2007 maakte de vereniging een concertreis naar de Elzas in Frankrijk en verzorgde concerten in Mulhouse en Sausheim.
In oktober 2010 behaalde zij het predicaat voldoende in de concertafdeling.

## Dirigenten
- 1867 Louis Tijssen
- 1869 Jean Tonnaer
- 1870 J. Bartholomeus
- 1873 Jos Dreissen
- 1884 Herman Heuvelmans
- 1887 G. Kuijpers
- 1891 Huub Tonnaer
- ?? Gubbels
- 1893 - 1906 Pastoor P. Janssen
- 1906 - 1950 Jean Smeets
- 1950 - 1956 [Piet Stalmeyer]
- 1956 - 1973 Mathieu Smeets
- 1973 - 1979 Jan Cober
- 1979 - 1981 Piet Tobben
- 1981 - 1983 Jan Cober
- 1983 - 2005 Hardy Mertens
- 2005 - 2010 Jean-Pierre Cnoops
- 2011 - heden Roger Niese